# فرودگاه پراگ رازیون
فرودگاه پراگ رازیون (به چکی: Mezinárodní letiště Praha-Ruzyně) یک فرودگاه همگانی مسافربری (۲۰۱۰) با کد یاتا PRG است که یک باند فرود بتن دارد و طول باند آن ۳۷۱۵ متر است. این فرودگاه در شهر پراگ کشور جمهوری چک قرار دارد و در ارتفاع ۳۸۰ متری از سطح دریا واقع شده‌است.

## شرکت‌های هواپیمایی و مقصدهای پروازی

### مسافری
| شرکت‌های هواپیمایی                                          | مقصدهای پروازی |
| ---------------------------------------------------------- | --- |
| آدریا ایرویز                                               | لیوبلیانا |
| ایجین ایرلاینز                                             | آتن |
| ایر لینگاس                                                 | دوبلین |
| آئروفلوت                                                   | شرمتیوو |
| آئروفلوت اجرا توسط روسیه ایرلاینز                          | پالکوو |
| ایربالتیک                                                  | ریگا |
| ایر قاهره                                                  | مرسی عالم، غردقه فصلی: شرم‌الشیخ |
| ایر کانادا اجرا توسط ایر کانادا روژ                        | فصلی: پیرسون تورنتو |
| ایر فرانس                                                  | شارل دوگل پاریس |
| ایر مالتا                                                  | فصلی: مالت |
| ایر صربیا                                                  | بلگراد نیکولا تسلا |
| Air Transat                                                | فصلی: مونترآل-پییر الیوت ترودو، پیرسون تورنتو |
| امریکن ایرلاینز                                            | فصلی: فیلادلفیا (آغاز از ۴ مه ۲۰۱۸) |
| آسترین ایرلاینز                                            | وین |
| آلیتالیا                                                   | لئوناردو دا وینچی-فیومیچینو |
| آذربایجان ایرلاینز                                         | حیدر علی‌اف |
| بلاویا                                                     | مینسک |
| بلو ایر                                                    | بن گوریون |
| بریتیش ایرویز                                              | هیترو لندن |
| بریتیش ایرویز اجرا توسط بی‌ای سیتی‌فلایر                     | لندن سی‌تی (آغاز از ۲۹ اکتبر ۲۰۱۷) |
| بروکسل ایرلاینز                                            | بروکسل |
| بلغاریا ایر                                                | صوفیه |
| بلغارین ایر چارتر                                          | چارتر فصلی: بورگاس، وارنا |
| هواپیمایی شرقی چین                                         | شانگهای پودنگ |
| هواپیمایی کرواسی                                           | زاگرب |
| چک ایرلاینز                                                | آرهوس, اسخیپول آمستردام، بارسلونا-ال پرات، بیرمنگام، بلوونی گوگلیلمو مارکونی، ام. آر. استفانیک، بروکسل، هنری کواندا، بوداپست فرنک لیست، کپنهاگ، دوسلدورف، فرانکفورت، فریدریش هافن، گوتنبرگ-لاندوتر، هامبورگ، هلسینکی، قازان، بوریسپیل، کوشیتسه، لیسبون پورتلا، مادرید-باراخاس، میلانو مالپنسا، شرمتیوو، نیس کوت دازور، اودسا، گاردرموئن اسلو، لئوس جانسیک استراوا، شارل دوگل پاریس، لئوناردو دا وینچی-فیومیچینو، روستوف-نا-دونو، پالکوو، کورومچ، اینچئون، اسکندر کبیر اسکوپیه، استکهلم-آرلاندا، استراسبورگ, اوفا، ونیز مارکو پولو، شوپن ورشو، کولتسوو، زاگرب فصلی: رفیق حریری بیروت، بیلبائو، سالفرملیک، لینکوپینگ سی‌تی، مالمو، مالت، گالیله, فرنسیسکو جسا کارنئیرو، کفلاویک, ملک خالد، واژو-اسمالند، ورونا                                               |
| دلتا ایرلاینز                                              | فصلی: جان اف کندی |
| ایزی‌جت                                                     | اسخیپول آمستردام، بریستول، ادینبرو، گاتویک، استانستد لندن، منچستر، میلانو مالپنسا، ناپل، شارل دوگل پاریس (پایان در ۲۸ اکتبر ۲۰۱۷), ونیز مارکو پولو |
| easyJet Switzerland                                        | بازل-مولوز-فرایبورگ اروپا |
| هواپیمایی امارات                                           | دوبی |
| انتر ایر                                                   | چارتر فصلی: کاتانیا-فونتاناروسا، کریستیانو رونالدو، مادرید-باراخاس، مالاگا، پالما د مایورکا، مادر ترزای تیرانا |
| یورو وینگز                                                 | کلن بن، دوسلدورف، هامبورگ |
| یورو وینگز اجرا توسط جرمن‌وینگز                             | کلن بن |
| فن‌ایر                                                      | هلسینکی |
| فلای‌بی اجرا توسط استوبارت ایر                              | جنوبی لندن |
| فلای‌دبی                                                    | دوبی |
| جورجین ایرویز                                              | تفلیس |
| هاینان ایرلاینز                                            | پکن، بلگراد نیکولا تسلا (آغاز از ۱۵ سپتامبر ۲۰۱۷) |
| هاپ!                                                       | لیون-سینت اگزوپری |
| ایبریا ایرلاین                                             | مادرید-باراخاس |
| جت۲.کام                                                    | منچستر فصلی: بیرمنگام (آغاز از ۳ نوامبر ۲۰۱۷), ایست میدلند، گلاسگو، لیدز برادفورد، نیوکاسل |
| کاال‌ام اجرا توسط کی‌ال‌ام سیتی‌هاپر                           | اسخیپول آمستردام |
| کورین ایر                                                  | اینچئون |
| لوت پولیش ایرلاینز                                         | شوپن ورشو |
| لوفت‌هانزا                                                  | فرانکفورت |
| لوفت‌هانزا رجینال اجرا توسط لوفت‌هانزا سیتی‌لاین              | مونیخ |
| لوکزایر                                                    | فصلی: لوگزامبورگ - فیندل |
| نروجین ایر شاتل                                            | فلسلند برگن، کپنهاگ، هلسینکی، گاردرموئن اسلو، استکهلم-آرلاندا فصلی: سولا استاوانگر |
| پگاسوس ایرلاینز                                            | صبیحه گوکچن |
| هواپیمایی قطر                                              | حمد (آغاز از ۲۱ اوت ۲۰۱۷) |
| رایان‌ایر                                                   | بارسلونا-ال پرات (آغاز از ۲۹ اکتبر ۲۰۱۷), اوریو آل سریو، بلوونی گوگلیلمو مارکونی (آغاز از ۳۱ اکتبر ۲۰۱۷), بوداپست فرنک لیست (آغاز از ۲۹ اکتبر ۲۰۱۷), بروکسل جنوب شرلروآ، دوبلین، ادینبرو (آغاز از ۲۹ اکتبر ۲۰۱۷), آیندهوون (آغاز از ۲۹ اکتبر ۲۰۱۷), جان پل دوم کراکوف-بالیس (آغاز از ۲۹ اکتبر ۲۰۱۷), جان لنون لیورپول، استانستد لندن، مادرید-باراخاس (آغاز از ۲۹ اکتبر ۲۰۱۷), مالاگا (آغاز از ۲۹ اکتبر ۲۰۱۷), چمپینو، رم، تراپانی-بیرجی |
| اس۷ ایرلاینز                                               | تولمچوا |
| هواپیمایی اسکاندیناوی                                      | کپنهاگ، گاردرموئن اسلو، استکهلم-آرلاندا |
| سیچوان ایرلاینز                                            | چنگدو شوانگلیو |
| اسمارت‌وینگز اجرا توسط تراول سرویس ایرلاینز                 | بارسلونا-ال پرات، دوبی، فوئرته‌ونتورا، گرن کناریا، لانزاروته، گاتویک، منورکا، شرمتیوو، انگادس، پالما د مایورکا، شارل دوگل پاریس، لئوناردو دا وینچی-فیومیچینو، بن گوریون فصلی: آیاتچو – ناپلئون بنوپارت، فرتیلیا، آلیکانته-الچه، آنتالیا، بیلبائو، بورگاس، کگلیاری-الماس، کاتانیا-فونتاناروسا، خانیا، کورفو، دیربا–زارزیس، دوبروونیک، فارو, کریستیانو رونالدو, جیرونا-کاستا براوا، هراکلین، ایبیزا، ملی جزیره کارپتاس، کاوالا، جزیره کوس، لامتزیا ترمه، لارناکا، لمنز، لیون-سینت اگزوپری، مالاگا، منستیر – حبیب بورقیبه، ملی جزیره میکناس، ناپل، اولبیا - کاستا اسمرالدا، ملی اکتیون، پودگوریتسا، راس الخیمه، رود، فدریکو فلینی، سمس, ملی سادورینی، سن پابلو، ملی جزیره اسکیاتوس، اسپلیت، سالونیک، تنریف جنوبی، مادر ترزای تیرانا، والنسیا، وارنا، زاکینثوس |
| Sprint Air                                                 | رادوم-سادکوف |
| سوئیس اینترنشنال ایرلاینز                                  | ژنو |
| سوئیس اینترنشنال ایرلاینز اجرا توسط سوئیس گلوبال ایر لاینز | زوریخ |
| تاپ پرتغال                                                 | لیسبون پورتلا |
| تاروم                                                      | هنری کواندا |
| ترانساویا.کام                                              | آیندهوون |
| ترنسویا فرانس                                              | اورلی |
| تراول سرویس ایرلاینز                                       | چارتر فصلی: اگادیر المسیره، آنتالیا، ملک حسین، میلاس-بودروم، جیرونا-کاستا براوا، دابولیم، هراکلین، فرنک پئیز، غردقه، مرسی عالم، موا، منستیر – حبیب بورقیبه، ملی جزیره میکناس، پافوس، ملی اکتیون، رود، صلاله، سوچی، بن گوریون، تنریف جنوبی، خوآن گئوآلبرتو گومس، زنگبار |
| تونس ایر                                                   | فصلی: تونس قرطاج |
| ترکیش ایرلاینز                                             | آتاترک |
| هواپیمایی بین‌المللی اوکراین                                | بوریسپیل |
| آپ اجرا توسط ال عال                                        | بن گوریون |
| اورال ایرلاینز                                             | کولتسوو |
| ولوتی                                                      | بوردو–مریگناک، نانت آتلانتیک، ونیز مارکو پولو فصلی: مارسی پروانس، تولوز-بلانیاک |
| ویولینگ                                                    | بارسلونا-ال پرات، شارل دوگل پاریس، لئوناردو دا وینچی-فیومیچینو، زوریخ |
| وینگز آو لبنان                                             | رفیق حریری بیروت |
| ویز ایر                                                    | باری، اوریو آل سریو، عوودا، لوتن لندن، ناپل, کفلاویک، بن گوریون, ترویزو |
| یاکوتیا ایرلاینز                                           | پاشکوفسکی |

### باری
| شرکت‌های هواپیمایی                               | مقصدهای پروازی                                                             |
| ----------------------------------------------- | -------------------------------------------------------------------------- |
| Air Cargo Global                                | ترکمن‌باشی، هنگ کنگ                                                         |
| ASL Airlines Belgium                            | برنو-تورانی، کاتوویتس، لیژ                                                 |
| ای‌اس‌ال ایرلاینز ایرلند                          | شارل دوگل پاریس                                                            |
| چاینا ایرلاینز                                  | ابوظبی، اسخیپول آمستردام، سووارنابومی، لوگزامبورگ - فیندل، تائویوان تایوان |
| چک ایرلاینز                                     | بلگراد نیکولا تسلا، کیشیناو، صوفیه                                         |
| Genex                                           | مینسک                                                                      |
| یوپی‌اس ایرلاینز اجرا توسط ای‌اس‌ال ایرلاینز سوئیس | کلن بن                                                                     |
| هواپیمایی قطر                                   | حمد، بوداپست فرنک لیست                                                     |
| سیلک وی ایرلاینز                                | هنگ کنگ، حیدر علی‌اف                                                        |
| ترکیش ایرلاینز                                  | فصلی: ریگا، آتاترک                                                         |